# Винисиус Оливейра Франко
Винисиус Оливейра Франко (на португалски: Vinicius Oliveira Franco), познат като Винисиус е бразилски футболист, полузащитник, който играе за АПОЕЛ.

## Кариера
Юноша е на Униао Сао Жоао. През 2004 г. е привлечен в португалския Порто „Б“. За 8 години в Португалия минава през Насионал, Униао, Авеш, Олянензе, Брага и Морейрензе. На 10 юли 2013 г. преминава в кипърския АПОЕЛ. На 17 август 2013 г. дебютира в мача за суперкупата, спечелен с 1:0 срещу Аполон Лимасол. През същия сезон взима участие в шест мача от Лига Европа и печели требъл в Кипър. На 20 август 2014 г. вкарва изравнителен гол срещу датския Олбор Фодболд в плейофен двубой от квалификациите за шампионската лига. В турнира участва във всички мачове на отбора. На 6 декември 2014 г. продължава договора си до юни 2017 г.

## Отличия

### АПОЕЛ
- Кипърска първа дивизия (4): 2013/14, 2014/15, 2015/16, 2016/17
- Носител на Купата на Кипър (2): 2014, 2015
- Носител на Суперупата на Кипър (1): 2013